# Donovan Smith
Donovan Cole Smith (Hempstead, 23 giugno 1993) è un giocatore di football americano statunitense che milita nel ruolo di offensive tackle per i Kansas City Chiefs della National Football League (NFL).

## Carriera universitaria
Smith al college giocò a football a Penn State dal 2011 al 2014. Divenne titolare a partire dal 2012 e complessivamente disputò 31 gare come partente durante la sua esperienza nel college football. Dopo la stagione 2014 decise di rinunciare al suo ultimo anno per rendersi eleggibile nel Draft NFL.

## Carriera professionistica

### Tampa Bay Buccaneers
Considerato uno dei migliori offensive tackle disponibili nel Draft NFL 2015, Smith fu scelto nel corso del secondo giro (33º assoluto) dai Tampa Bay Buccaneers. Debuttò come professionista partendo come titolare nella gara del primo turno contro i Tennessee Titans. La sua prima stagione si concluse disputando tutte le 16 partite come titolare. La Pro Football Writers Association lo inserì nella formazione ideale dei rookie.
Il 7 febbraio 2021, nel Super Bowl LV contro i Kansas City Chiefs campioni in carica, Smith partì come titolare nella vittoria per 31-9, conquistando il suo primo titolo.

### Kansas City Chiefs
Il 4 maggio 2023 Smith firmò con i Kansas City Chiefs.

## Palmarès

### Franchigia
- Super Bowl : 2

Tampa Bay Buccaneers: LV
Kansas City Chiefs: LVIII
- National Football Conference Championship: 1

Tampa Bay Buccaneers: 2020
- American Football Conference Championship: 1

Kansas City Chiefs: 2023

### Individuale
- PFWA All-Rookie Team - 2015